# Associazioni Calcio Riunite Messina 2021-2022
Questa voce raccoglie le informazioni riguardanti l'Associazioni Calcio Riunite Messina nelle competizioni ufficiali della stagione 2021-2022.

## Stagione
Il Messina nella stagione 2021-2022 partecipa al campionato di Serie C, il terzo livello del campionato italiano, dopo la promozione ottenuta nella stagione precedente. Disputa il girone C, raccogliendo 39 punti con il tredicesimo posto finale. Nel girone di andata con 13 punti ottenuti chiude il torneo all'ultimo posto. Di gran lunga migliore il rendimento ottenuto nel girone di ritorno, nel quale raddoppia il bottino con 26 punti e si assicura il mantenimento della categoria. Nella Coppa Italia di Serie C la squadra peloritana supera il primo turno eliminando (2-3) la Juve Stabia, poi nel secondo turno esce dal torneo, perdendo (2-0) a Foggia.

## Organigramma societario
Area direttiva
- Presidente: Pietro Sciotto

Area tecnica
- Direttore Sportivo: Christian Argurio (fino al 20 gennaio), poi Marcello Pitino
- Allenatore: Salvatore Sullo (1ª-8ª), Ezio Capuano (9ª-18ª) ed Ezio Raciti (19ª-37ª giornata)
- Allenatore in seconda: Daniele Cinelli (1ª-8ª / 19ª-37ª), Giuseppe Padovano (9ª-18ª)
- Preparatore atletico: Alessandro Innocenti (fino al 2 gennaio), poi Filadelfio Ristuccia
- Preparatore dei portieri: Marco Onorati

## Divise e sponsor
Il fornitore tecnico per la stagione 2021-2022 è Givova.

## Rosa
Rosa aggiornata al 30 agosto 2021
| N. |                           | Ruolo | Calciatore              |
| -- | ------------------------- | ----- | ----------------------- |
| 1  | Italia (bandiera)         | P     | Antonino Fusco          |
| 2  | Italia (bandiera)         | D     | Gabriele Morelli        |
| 3  | Portogallo (bandiera)     | D     | Tiago Gonçalves         |
| 4  | Italia (bandiera)         | C     | Mattia Matese           |
| 5  | Italia (bandiera)         | D     | Nicholas Fantoni        |
| 6  | Costa d'Avorio (bandiera) | C     | Lamine Fofana           |
| 7  | Italia (bandiera)         | A     | Raffaele Russo          |
| 8  | Italia (bandiera)         | C     | Lorenzo Simonetti       |
| 9  | Italia (bandiera)         | A     | Andrea Adorante         |
| 10 | Italia (bandiera)         | C     | Filippo Damian          |
| 11 | Spagna (bandiera)         | A     | Ibourahima Baldè        |
| 12 | Italia (bandiera)         | P     | Leonardo Caruso         |
| 13 | Italia (bandiera)         | D     | Luigi Carillo           |
| 14 | Guinea (bandiera)         | C     | Amara Konate            |
| 15 | Italia (bandiera)         | A     | Gianmarco Distefano     |
| 16 | Italia (bandiera)         | D     | Daniele Sarzi Puttini   |
| 16 | Italia (bandiera)         | D     | Vincenzo Camilleri      |
| 17 | Italia (bandiera)         | A     | Tommaso Busatto         |
| 18 | Croazia (bandiera)        | D     | Maks Čelić              |
| 19 | Serbia (bandiera)         | C     | Manuel David Milinković |

| N. |                    | Ruolo | Calciatore          |
| -- | ------------------ | ----- | ------------------- |
| 19 | Italia (bandiera)  | D     | Antony Angileri     |
| 20 | Italia (bandiera)  | A     | Lorenzo Catania     |
| 21 | Italia (bandiera)  | D     | Genny Rondinella    |
| 22 | Polonia (bandiera) | P     | Michal Lewandowski  |
| 23 | Croazia (bandiera) | D     | Božo Mikulić        |
| 23 | Italia (bandiera)  | D     | Daniele Trasciani   |
| 24 | Romania (bandiera) | C     | Andrei Mărginean    |
| 25 | Croazia (bandiera) | A     | Ante Vukušić        |
| 25 | Italia (bandiera)  | C     | Riccardo Burgio     |
| 26 | Italia (bandiera)  | C     | Nicolò Fazzi        |
| 27 | Italia (bandiera)  | D     | Andrea Nicosia      |
| 28 | Italia (bandiera)  | C     | Maurizio Giuffrida  |
| 29 | Italia (bandiera)  | C     | Giuseppe D'Amore    |
| 30 | Italia (bandiera)  | D     | Davide Spaticchia   |
| 31 | Italia (bandiera)  | A     | Mirko Maisano       |
| 32 | Italia (bandiera)  | C     | Carlo Veca          |
| 45 | Italia (bandiera)  | C     | Nicola Dipinto      |
| 77 | Italia (bandiera)  | C     | Giuseppe Statella   |
| 91 | Italia (bandiera)  | C     | Giuseppe Rizzo      |
| 99 | Italia (bandiera)  | A     | Federico Piovaccari |

## Calciomercato

### Sessione estiva(dal 01/07 al 31/08)
| Acquisti | Acquisti                | Acquisti         | Acquisti   |
| R.       | Nome                    | da               | Modalità   |
| -------- | ----------------------- | ---------------- | ---------- |
| P        | Antonino Fusco          | Gladiator        | definitivo |
| P        | Michal Lewandowski      | Teramo           | definitivo |
| D        | Luigi Carillo           | Genoa            | definitivo |
| D        | Maks Čelić              | Varaždin         | definitivo |
| D        | Nicholas Fantoni        | Vicenza          | prestito   |
| D        | Tiago Gonçalves         | Genoa            | definitivo |
| D        | Bozo Mikulic            | Hajduk Spalato   | definitivo |
| D        | Gabriele Morelli        | Livorno          | definitivo |
| D        | Genny Rondinella        | svincolato       | gratuito   |
| D        | Daniele Sarzi Puttini   | Ascoli           | prestito   |
| C        | Filippo Damian          | Ternana          | prestito   |
| C        | Nicolò Fazzi            | Sambenedettese   | definitivo |
| C        | Lamine Fofana           | Carpi            | definitivo |
| C        | Amara Konate            | Perugia          | definitivo |
| C        | Andrei Mărginean        | Sassuolo         | prestito   |
| C        | Mattia Matese           | Casertana        | definitivo |
| C        | Manuel David Milinković | svincolato       | gratuito   |
| C        | Lorenzo Simonetti       | Parma            | definitivo |
| A        | Andrea Adorante         | Parma            | prestito   |
| A        | Ibourahima Baldè        | Sampdoria        | definitivo |
| A        | Lorenzo Catania         | Accademia Pavese | definitivo |
| A        | Gianmarco Distefano     | Paternò          | definitivo |
| A        | Tommaso Busatto         | Vicenza          | prestito   |
| A        | Raffaele Russo          | Napoli           | prestito   |
| A        | Ante Vukušić            | svincolato       | gratuito   |

| Cessioni | Cessioni               | Cessioni           | Cessioni       |
| R.       | Nome                   | a                  | Modalità       |
| -------- | ---------------------- | ------------------ | -------------- |
| P        | Leonardo Caruso        | Paganese           | definitivo     |
| P        | Alessandro Lai         | svincolato         | fine contratto |
| D        | Matteo Bellopede       | svincolato         | fine contratto |
| D        | Aleksandar Boskovic    | svincolato         | fine contratto |
| D        | Paolo Lomasto          | Arezzo             | definitivo     |
| D        | Luciano Mazzone        | Virtus Francavilla | fine prestito  |
| D        | Paolo Giofrè           | Turris             | definitivo     |
| D        | Alessio Izzo           | Genoa              | fine prestito  |
| D        | Giuseppe Polichetti    | Bari               | fine prestito  |
| C        | Domenico Aliperta      | Arezzo             | definitivo     |
| C        | Carmine Cretella       | Paganese           | definitivo     |
| C        | Clemente Crisci        | Salernitana        | fine prestito  |
| C        | Yassine Saindou        | svincolato         | fine contratto |
| A        | Pietro Arcidiacono     | Giarre             | definitivo     |
| A        | Mauro Bollino          | Audace Cerignola   | definitivo     |
| A        | Evangelista Cunzi      | svincolato         | fine contratto |
| A        | Ciro Foggia            | Arezzo             | definitivo     |
| A        | Fabio Oggiano          | svincolato         | fine contratto |
| A        | Salvatore Manfrellotti | Portici            | definitivo     |

### Sessione invernale(dal 04/01 al 01/02)
| Acquisti | Acquisti            | Acquisti       | Acquisti   |
| R.       | Nome                | da             | Modalità   |
| -------- | ------------------- | -------------- | ---------- |
| P        | Leonardo Caruso     | Seregno        | definitivo |
| D        | Antony Angileri     | Sampdoria      | prestito   |
| D        | Vincenzo Camilleri  | Vigor Lamezia  | definitivo |
| D        | Daniele Trasciani   | Teramo         | prestito   |
| C        | Riccardo Burgio     | Atalanta       | prestito   |
| C        | Nicola Dipinto      | Fidelis Andria | definitivo |
| C        | Giuseppe Rizzo      | Pescara        | definitivo |
| C        | Giuseppe Statella   | Lavello        | definitivo |
| A        | Federico Piovaccari | svincolato     | gratuito   |

| Cessioni | Cessioni              | Cessioni   | Cessioni                |
| R.       | Nome                  | a          | Modalità                |
| -------- | --------------------- | ---------- | ----------------------- |
| D        | Božo Mikulić          | svincolato | rescissione consensuale |
| D        | Daniele Sarzi Puttini | Ascoli     | fine prestito           |
| A        | Ante Vukušić          | svincolato | rescissione consensuale |

### Operazioni esterne alle sessioni
| Acquisti | Acquisti | Acquisti | Acquisti |
| R.       | Nome     | da       | Modalità |
| -------- | -------- | -------- | -------- |

| Cessioni | Cessioni                | Cessioni   | Cessioni                |
| R.       | Nome                    | a          | Modalità                |
| -------- | ----------------------- | ---------- | ----------------------- |
| C        | Manuel David Milinkovic | svincolato | rescissione consensuale |
| C        | Nicola Dipinto          | svincolato | rescissione consensuale |

## Risultati

### Serie C

#### Girone di andata
| Arbitro: | Bordin (Bassano del Grappa) |

|                                               |           |                                                         |
| Castaldo 26’, 90+5’ Murolo 66’ Piovaccari 89’ | Marcatori | 11’ R. Russo 43’ (rig.) Baldé 50’ Morelli 63’ Simonetti |

| Arbitro: | F. Longo (Paola) |

|             |           |            |
| Baldè 45+2’ | Marcatori | 65’ Soleri |

| Arbitro: | Luciani (Roma) |

|                          |           |              |
| Starita 26’ Gandolfo 67’ | Marcatori | 18’ Adorante |

| Arbitro: | Maranesi (Ciampino) |

|             |           |  |
| Vukušić 57’ | Marcatori |  |

| Arbitro: | De Angeli (Milano) |

|                                  |           |              |
| Dettori 26’ Reginaldo 51’ (rig.) | Marcatori | 16’ Adorante |

| Arbitro: | Angelucci (Foligno) |

|  |           |                     |
|  | Marcatori | 9’ Botta 76’ Paponi |

| Arbitro: | Di Cairano (Ariano Irpino) |

|                                    |           |             |
| Martino 37’ Merkaj 85’ Rocca 90+4’ | Marcatori | 13’ Vukušić |

| Arbitro: | Scatena (Avezzano) |

|              |           |                                        |
| Adorante 42’ | Marcatori | 33’ Costantino 56’ Polidori 75’ Mbende |

| Arbitro: | Maggio (Lodi) |

|                                |           |                                           |
| Costa Ferreira 33’ Banegas 67’ | Marcatori | 36’ Sarzi Puttini 59’ Adorante 83’ Fofana |

| Messina 20 ottobre 2021, ore 17:30 CEST 10ª giornata | Messina         | 0 – 0 referto | Vibonese | Stadio San Filippo-Franco Scoglio (859 spett.)\| Arbitro: \| Di Graci (Como) \| |
| Arbitro:                                             | Di Graci (Como) |               |          |                                                                                 |

| Arbitro: | Nicolini (Brescia) |

|            |           |  |
| Stoppa 60’ | Marcatori |  |

| Arbitro: | Pascarella (Nocera Inferiore) |

|                              |           |  |
| Adorante 36’ Gonçalves 45+1’ | Marcatori |  |

| Arbitro: | Acanfora (Castellammare di Stabia) |

|                            |           |  |
| Carlini 26’ Vandeputte 54’ | Marcatori |  |

| Arbitro: | Collu (Cagliari) |

|  |           |             |
|  | Marcatori | 33’ Kanoute |

| Arbitro: | Cascone (Nocera Inferiore) |

|                     |           |  |
| Carletti 31’ (rig.) | Marcatori |  |

| Arbitro: | Monaldi (Macerata) |

|                            |           |                                               |
| L. Catania 2’ Adorante 70’ | Marcatori | 13’ Di Piazza 27’ (rig.) Bubas 84’ T. Alberti |

| Taranto 5 dicembre 2021, ore 17:30 CET 17ª giornata | Taranto            | 0 – 0 referto | Messina | Stadio Erasmo Iacovone (2 762 spett.)\| Arbitro: \| Petrella (Viterbo) \| |
| Arbitro:                                            | Petrella (Viterbo) |               |         |                                                                           |

| Arbitro: | Moriconi (Roma) |

|                                                   |           |  |
| Santaniello 15’, 29’, 57’ Giannone 78’ Franco 80’ | Marcatori |  |

| Arbitro: | Gualtieri (Asti) |

|                              |           |                         |
| Rondinella 19’ Mărginean 78’ | Marcatori | 74’ Albertini 80’ Šipoš |

#### Girone di ritorno
| Arbitro: | Carella (Bari) |

|                             |           |              |
| Mărginean 38’ Busatto 90+3’ | Marcatori | 88’ Cretella |

| Arbitro: | Pascarella (Nocera Inferiore) |

|                         |           |                             |
| Brunori 13’ Valente 41’ | Marcatori | 52’ Gonçalves 61’ Mărginean |

| Arbitro: | Gualtieri (Asti) |

|                           |           |                    |
| Statella 32’ Adorante 64’ | Marcatori | 72’ (aut.) Carillo |

| Arbitro: | Bitonti (Bologna) |

|                                                                  |           |           |
| Patierno 11’ Miceli 29’ Prezioso 37’ Pierno 60’ Perez 78’ (rig.) | Marcatori | 58’ Baldè |

| Arbitro: | Arena (Torre del Greco) |

|           |           |               |
| Čelić 53’ | Marcatori | 31’ Reginaldo |

| Arbitro: | Ricci (Firenze) |

|               |           |                             |
| Terranova 10’ | Marcatori | 16’ Trasciani 87’ Gonçalves |

| Arbitro: | Angelucci (Foligno) |

|                |           |               |
| R. Russo 45+5’ | Marcatori | 73’ Turchetta |

| Arbitro: | Carella (Bari) |

|                               |           |                 |
| Ekuban 9’ Costantino 44’, 73’ | Marcatori | 90+6’ Mărginean |

| Arbitro: | Maggio (Lodi) |

|                             |           |  |
| Piovaccari 15’ Fofana 90+1’ | Marcatori |  |

| Arbitro: | Di Marco (Ciampino) |

|                    |           |                                         |
| Curiale 41’ (rig.) | Marcatori | 29’ Damian 66’ Busatto 90+1’ L. Catania |

| Arbitro: | Scarpa (Collegno) |

|  |           |               |
|  | Marcatori | 6’ N. Schiavi |

| Arbitro: | Petrella (Viterbo) |

|                 |           |  |
| Liguori 9’, 73’ | Marcatori |  |

| Arbitro: | Maranesi (Ciampino) |

|                         |           |                                     |
| Fofana 16’ Adorante 84’ | Marcatori | 36’ Iemmello 49’ Carlini 88’ Biasci |

| Arbitro: | Collu (Cagliari) |

|          |           |                  |
| Aloi 13’ | Marcatori | 90+2’ Piovaccari |

| Arbitro: | Feliciani (Teramo) |

|             |           |  |
| Morelli 13’ | Marcatori |  |

| Andria 3 aprile 2022, ore 17:30 CEST 35ª giornata | Fidelis Andria  | 0 – 0 referto | Messina | Stadio degli Ulivi (3 420 spett.)\| Arbitro: \| Kumara (Verona) \| |
| Arbitro:                                          | Kumara (Verona) |               |         |                                                                    |

| Arbitro: | Di Graci (Como) |

|           |           |  |
| Rizzo 68’ | Marcatori |  |

| Arbitro: | Vergaro (Bari) |

|              |           |                                  |
| R. Russo 80’ | Marcatori | 37’ (rig.) Giannone 52’ Leonetti |

| 23 aprile 2022 38ª giornata | Catania | – Partita non disputata per l'esclusione del Catania dal campionato. | Messina |  |

## Coppa Italia Serie C
| Arbitro: | Crezzini (Siena) |

|                               |           |                                        |
| Fantoni 24’ (aut.) Panico 37’ | Marcatori | 5’ Simonetti 45+2’ Adorante 80’ Damian |

| Arbitro: | Petrella (Viterbo) |

|                                    |           |  |
| Di Grazia 27’ A. Curcio 33’ (rig.) | Marcatori |  |

## Statistiche

### Statistiche di squadra
| Competizione         | Punti         | In casa | In casa | In casa | In casa | In casa | In casa | In trasferta | In trasferta | In trasferta | In trasferta | In trasferta | In trasferta | Totale | Totale | Totale | Totale | Totale | Totale | DR  |
| Competizione         | Punti         | G       | V       | N       | P       | Gf      | Gs      | G            | V            | N            | P            | Gf           | Gs           | G      | V      | N      | P      | Gf     | Gs     | DR  |
| -------------------- | ------------- | ------- | ------- | ------- | ------- | ------- | ------- | ------------ | ------------ | ------------ | ------------ | ------------ | ------------ | ------ | ------ | ------ | ------ | ------ | ------ | --- |
| Serie C              | 39            | 18      | 7       | 4       | 7       | 20      | 20      | 18           | 3            | 5            | 10           | 20           | 37           | 36     | 10     | 9      | 17     | 40     | 57     | -17 |
| Coppa Italia Serie C | secondo turno | 0       | 0       | 0       | 0       | 0       | 0       | 2            | 1            | 0            | 1            | 3            | 4            | 2      | 1      | 0      | 1      | 3      | 4      | -1  |
| Totale               | 39            | 18      | 7       | 4       | 7       | 20      | 20      | 20           | 4            | 5            | 11           | 23           | 41           | 38     | 11     | 9      | 18     | 43     | 61     | -18 |

### Andamento in campionato
| Giornata  | 1 | 2  | 3  | 4  | 5  | 6  | 7  | 8  | 9  | 10 | 11 | 12 | 13 | 14 | 15 | 16 | 17 | 18 | 19 | 20 | 21 | 22 | 23 | 24 | 25 | 26 | 27 | 28 | 29 | 30 | 31 | 32 | 33 | 34 | 35 | 36 | 37 | 38 |
| --------- | - | -- | -- | -- | -- | -- | -- | -- | -- | -- | -- | -- | -- | -- | -- | -- | -- | -- | -- | -- | -- | -- | -- | -- | -- | -- | -- | -- | -- | -- | -- | -- | -- | -- | -- | -- | -- | -- |
| Luogo     | T | C  | T  | C  | T  | C  | T  | C  | T  | C  | T  | C  | T  | C  | T  | C  | T  | T  | C  | C  | T  | C  | T  | C  | T  | C  | T  | C  | T  | C  | T  | C  | T  | C  | T  | C  | C  |    |
| Risultato | N | N  | P  | V  | P  | P  | P  | P  | V  | N  | P  | V  | P  | P  | P  | P  | N  | P  |    | V  | N  | V  | P  | N  | V  | N  | P  | V  | V  | P  | P  | P  | N  | V  | N  | V  | P  |    |
| Posizione | 4 | 10 | 15 | 11 | 13 | 13 | 16 | 18 | 17 | 16 | 17 | 16 | 17 | 18 | 18 | 19 | 19 | 20 |    | 17 | 17 | 16 | 18 | 17 | 17 | 17 | 17 | 16 | 16 | 16 | 16 | 16 | 16 | 16 | 16 | 14 | 14 |    |

Legenda:

Luogo: C = Casa; T = Trasferta. Risultato: V = Vittoria; N = Pareggio; P = Sconfitta.